# Diaporthe rhois
Diaporthe rhois är en svampart som beskrevs av Nitschke 1870. Diaporthe rhois ingår i släktet Diaporthe och familjen Diaporthaceae.   Inga underarter finns listade i Catalogue of Life.